# La Cámpora
La Cámpora è un'organizzazione politica giovanile argentina nata per sostenere i governi dei presidenti Néstor Kirchner e Cristina Fernández de Kirchner.
Il suo nome è un omaggio al presidente argentino Héctor J. Cámpora, vicino agli ambienti del peronismo di sinistra e al movimento guerrigliero Montoneros.

## Storia
La Cámpora è nata ufficialmente il 28 dicembre 2006 per iniziativa di Máximo Kirchner, figlio di Néstor e Cristina Fernández. Tra i fondatori figurano anche Andrés Larroque, Juan Cabandié, Mariano Recalde, José Ottavis, Mayra Mendoza ed Eduardo de Pedro. Il movimento ha iniziato ad avere una certa rilevanza all'interno del kirchnerismo solamente nel 2008, anno in cui un duro sciopero ha visto contrapposti il governo Kirchner ed alcuni sindacati agrari. Un ulteriore fattore di crescita della Cámpora è stata l'improvvisa morte dell'ex-presidente Kirchner nell'ottobre 2010. Dopo questo passaggio infatti il movimento è diventato uno dei grandi tre pilastri, insieme alla CGT e al Partito Giustizialista, sui quali si è basato il secondo governo di Cristina Fernández. Grazie ad un mirato uso dei social, come Facebook e Twitter, La Cámpora ha poi potuto fare ampi proseliti nelle fasce più giovani della società argentina diffondendosi e aprendo sezioni in tutto il territorio nazionale. Accanto questa espansione sul campo, il movimento è riuscito a conquistare grandi spazi di potere all'interno del peronismo, venendo così duramente criticata sia dall'opposizione che da ambienti peronisti. Ciò ha fatto sì che diversi dirigenti e militanti della Cámpora, nel corso degli anni, siano poi diventati ministri, deputati o sindaci.
Durante la presidenza di Alberto Fernández La Cámpora, che all'interno della coalizione governativa del Fronte di Tutti rappresenta l'ala più a sinistra e ostile al Fondo Monetario Internazionale, è riuscita ad assicurarsi la presidenza sia di alcuni tra i più importanti enti pubblici del paese come il PAMI (assicurazioni per i lavoratori) e l'Anses (previdenza sociale), sia di alcune tra le principali aziende statali, come la compagnia aerea di bandiera Aerolíneas Argentinas e la compagnia energetica nazionale YPF.

## Ideologia
La Cámpora si pone alla sinistra del peronismo e pone tra i suoi punti di programma principali il rispetto dei diritti umani, la patria grande latinoamericana, la sovranità industriale e la giustizia sociale. Il movimento ha assunto posizioni estremiste, sia in materia di politica economica, sia in materia di politica estera, andando persino a contrastare con la linea governativa del peronista Alberto Fernández.

## Procedimenti giudiziari
Nel corso degli anni alcuni tra i principali dirigenti della Cámpora, tra cui il fondatore Máximo Kirchner, sono stati indagati per concussione.